# Sony Ericsson K700
Sony Ericsson K700i — сотовый телефон, анонсированный компанией Sony Ericsson в марте 2004 года. Телефон поступил в продажу во втором квартале того же года. Sony Ericsson K700i позиционировался производителем в качестве преемника модели T610.

## Критика в прессе
Главный редактор ресурса Mobile-Review Эльдар Муртазин заявил, что Sony Ericsson K700i является знаковой моделью, устанавливающей стандарт качества в сегменте молодёжных телефонов.
Обозреватель американского ресурса CNET в обзоре устройства отметил, что в телефоне удачно скомбинированы стиль и функциональность, но при этом заметны проблемы с производительностью.